# Кюрсола
Кюрсола (мар. Кӱрсола) — деревня в Советском районе Республики Марий Эл. Входит в состав Ронгинского сельского поселения.

## География
Находится в центральной части республики Марий Эл на расстоянии приблизительно 3 км по прямой на юго-восток от районного центра посёлка Советский.

## История
Деревня основана примерно в 1865 году, тогда она относилась к Ронгинской волости Царевококшайского уезда Казанской губернии. В 1915 году в 44 дворах проживали 305 человек, в 1924 году в 69 дворах — 324 человека, в 1930 году в 73 хозяйствах насчитывалось 320 человек. В 1956 году здесь было 49 хозяйств, в 1976 году — 36, в 1980 году — 34, в 2003 году 19 жилых домов. В советское время работал колхоз «У корно».

## Население
Население составляло 42 человека (все мари) в 2002 году, 35 в 2010.